# Molophilus (Molophilus) isolatus
Molophilus (Molophilus) isolatus is een tweevleugelige uit de familie steltmuggen (Limoniidae). De soort komt voor in het Neotropisch gebied.